# Julius Lessing
Julius Lessing, född den 20 september 1843 i Stettin, död den 14 mars 1908 i Berlin, var en tysk konstförfattare och museiman.
Lessing blev 1870 lärare i konstindustrins historia vid Bauakademie och vid Gowerbeakademie i Berlin samt 1872 direktör för konstindustrimuseet där. Han var en flitig författare i ämnen, omfattande äldre och ny konstindustri. 
Bland hans arbeten finns exempelvis Muster altdeutscher Leinenstickerei (första samlingen, 9:e upplagan 1890, andra samlingen, 7:e upplagan 1889), Die Renaissance im heutigen Kunstgewerbe (1877), Unsrer Väter Werke (1889) och Das moderne in der Kunst (1899).